# Копылов, Николай Иосифович
Николай Иосифович Копылов (1908 — 25 марта 1944 года) — Герой Советского Союза, старший сержант.
Был командиром отделения 859-го стрелкового полка 294-й Черкасской ордена Богдана Хмельницкого стрелковой дивизии 52-й армии 2-го Украинского фронта.

## Биография
Родился в 1908 году в селе Беляево, ныне Конышевского района Курской области. Окончил 7 классов. Жил в городе Макеевка ныне Донецкой области Украины. Работал в горкомхозе. Член ВКП(б). В Красную Армию призван в 1941 году и направлен на фронт. Сражался на разных фронтах.
В марте 1944 года находился в составе штурмовой группы, которая в числе первых переправилась на правый берег Днестра и заняла там плацдарм для накопления войск Красной Армии.
25 марта 1944 года отделение Н. И. Копылова участвовало в бою за село Рауцел Фалештского района, расположенное неподалёку от железнодорожной станции с одноимённым названием. Прикрывая фланг батальона, Копылов в критический момент боя поднял своих бойцов в атаку и навязал противнику рукопашную схватку. В этом бою он погиб, но боевая задача была выполнена.
Похоронен в селе Рауцел Фалештского района Молдавии. Указом Президиума Верховного Совета СССР от 13 сентября 1944 года за образцовое выполнение боевых заданий командования на фронте борьбы с немецко-фашистскими захватчиками и проявленные при этом мужество и героизм старшему сержанту Копылову Николаю Иосифовичу посмертно присвоено звание Героя Советского Союза. Награждён орденом Ленина. В молдавском селе Рауцел именем Героя Советского Союза Н. И. Копылова названа одна из улиц.